# تل گورستان برایجان
تل قبرستان برایجان مربوط به دوران‌های تاریخی پس از اسلام است و در شهرستان جهرم، بخش خفر، روستای برایجان واقع شده و این اثر در تاریخ ۱۲ بهمن ۱۳۸۱ با شمارهٔ ثبت ۷۲۰۸ به‌عنوان یکی از آثار ملی ایران به ثبت رسیده است.